# گمینا توشن
گمینا توشن (به لهستانی:  Gmina Tuszyn) یک گمینا در لهستان است که در شهرستان ووچ شرقی واقع شده‌است. گمینا توشن ۱۲۸٫۸۷ کیلومتر مربع مساحت و ۱۱٬۶۹۰ نفر جمعیت دارد.